# Skålleruds kyrka
Skålleruds kyrka är en kyrkobyggnad som tillhör Skålleruds församling i Karlstads stift. Den ligger i kyrkbyn Skållerud i Melleruds kommun. 
Kyrkplatsen, som sannolikt har medeltida ursprung, ligger på en höjd vid sjön Närens norra ände. Kyrkan är en uppskattad bröllopskyrka och utsågs 2004 av tidningen Året Runt till årets vackraste kyrka.

## Kyrkobyggnaden
Kyrkan som färdigställdes 1679 består av ett rektangulärt långhus, med smalare tresidigt kor i öster och kyrktorn i väster. Vid norra sidan finns en vidbyggd sakristia. Ingång finns i väster och går genom vapenhuset i tornets bottenvåning. Ytterväggarna är klädda med stående träpaneler som är målade med röd oljefärg. Långhuset och det något lägre koret täcks av skiffertäckta sadeltak. Taket är valmat över korets östvägg. Väggarna genombryts av rektangulära fönster som är vitmålade och indelade i smårutor.

### Tillkomst och ombyggnader
På samma plats där nuvarande kyrka ligger fanns en träkyrka som blev ombyggd 1593. Nuvarande kyrka uppfördes åren 1676–1679 och bekostades av ägaren till det närbelägna Upperuds bruk, Paul Rokes. Tidigare trodde man att koret härstammade från föregående kyrka, men 1997 genomfördes en dendrokronologisk undersökning som visar att både kor och långhus uppfördes på 1670-talet. Kyrktornet vid västra sidan tillkom 1746. Under 1700-talet kläddes kyrkans ytterväggar med stående träpaneler som tjärades. 1806 rödmålades ytterväggarna och mellan 1855 och 1872 var de vitmålade för att därefter åter bli rödmålade. 1855 byttes takbeläggningen ut från träspån till skiffer och samtidigt förstorades fönsteröppningarna till sin nuvarande rektangulära form. 1973 uppfördes sakristian vid norra sidan efter ritningar av arkitekt Ingeborg Wærn Bugge.

### Kyrkorummet
Kyrkorummets golv är belagt med lackade brädor. Golvet i det smalare koret ligger högre upp än i övriga kyrkorummet. Innertaket är klätt med tunnvalv av brädor. 1682 dekorerades tunnvalvet av den västsvenske målaren Erik Eriksson Grijs. Rester av målningarna återfinns på triumfbågsväggen, ovanför orgelläktaren och på läktarbröstningen. Åren 1891–1892 kläddes innerväggarna med vitmålad papp och 1911 övertäcktes innerväggarnas målningar med pärlspont. Åren 1924–1925 genomfördes en restaurering under ledning av arkitekt Axel Forssén. Syftet var att så långt det var möjligt återställa kyrkorummets 1600- och 1700-talskaraktär. Altaruppsatsen och predikstolen återfick sin ursprungliga färgsättning. Vid ett restaureringsarbete 2004 upptäcktes en målning på korbalken bakom altartavlan. Målningen tillkom 1679 och dess motiv är slingor av granatäpplen, akantusblad och ornament. I väntan på framtida förändringar av kyrkorummet är målningen övertäckt och bevarad.

### Inventarier

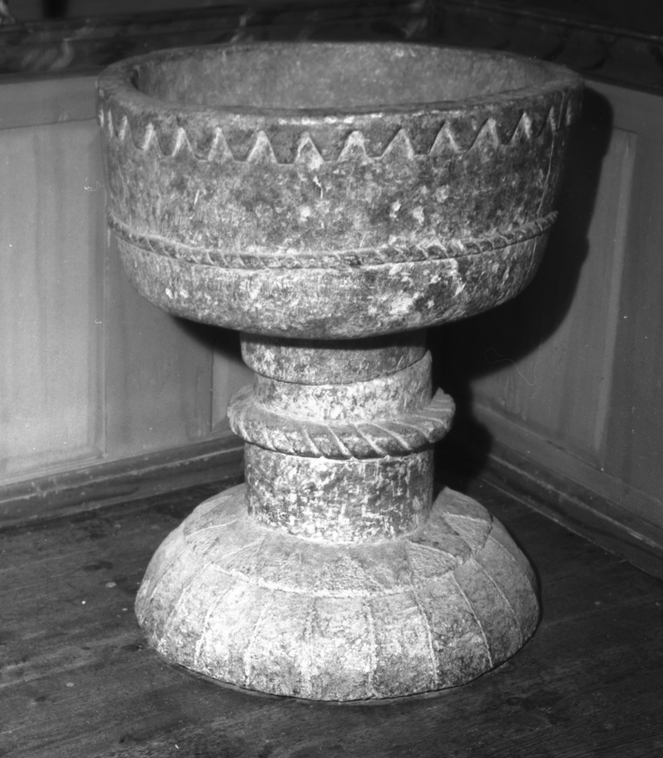
Dopfunten.

- Dopfunt av täljsten  från 1200-talet. Höjd 77 cm i två delar. Cuppan är kittelformad och av norsk typ med ett spetsflikornament längs den övre kanten. Strax nedanför mitten finns en repstav. Foten har ett skaft med repstav och själva foten en krage med spetsflikmönster och nedanför denna en krets av fjäll. Uttömningshål finns i funtens mitt. Överstycket är spräckt, men i övrigt är funten väl bibehållen.[1] Den är placerad i koret.
- Altartavlan målades 1679 av Erik Eriksson Grijs och skildrar Jesu nedtagande från korset.
- Altaruppsatsen och predikstolen i barock införskaffades 1679 på bekostnad av brukspatron Rokes. Träsnidaren Isak Schullström tillverkade på 1760-talet altaruppsatsens nedre del, predikstolen med baldakin samt flera träskulpturer.
- På vardera sidan om altaruppsatsen finns änglar med psalmnummertavlor som är tillverkade av Isak Schullström.

## Orgel
- 1855 byggde Johan Niklas Söderling, Göteborg en orgel med 3 stämmor:

Gedacht 8’
Fugara 8’
Principal 4’
Den nuvarande orgeln är byggt 1932 av M J & H Lindegren, Göteborg och var firmans första orgel i stiftet. Lindegren Orgelbyggeri AB, Göteborg renoverade instrumentet år 1970. Orgeln har nio stämmor fördelade på två manualer och pedal. Gemensam svällare för hela orgeln. Fyra fasta kombinationer och automatisk pedalväxling.
| Manual I C-g3      | Manual II C-g3 | Pedal C-f1 | Koppel  |
| Borduna 16´        | Rörflöjt 8´    | Subbas 16´ | I/P 8’  |
| Principal 8´       | Flöjt 4´       |            | II/P 8’ |
| Octava 4´          | Waldflöjt 2´   |            | II/I 8’ |
| Octava 2´          |                |            | I 4’    |
| Rauschquint 2 chor |                |            | II 16'  |